# Giuseppe Colucci
Giuseppe Colucci (ur. 24 sierpnia 1980 w Foggii) – włoski piłkarz występujący na pozycji środkowego pomocnika. Obecnie gra w zespole Delfino Pescara 1936.

## Kariera klubowa
Giuseppe Colucci zawodową karierę rozpoczął w 1996 w drużynie US Foggia. Rozegrał dla niej 39 ligowych spotkań, po czym na krótki okres trafił do Girondins Bordeaux. We Francji nie wystąpił jednak w ani jednym meczu i jeszcze w 2000 podpisał kontrakt z Hellas Werona. W debiutanckim sezonie w nowym klubie włoski gracz rozegrał 27 meczów w Serie A, jednak podczas kolejnych rozgrywkach zespół z Werony spadł do drugiej ligi.
We wrześniu Colucci został wypożyczony do Modeny, a następnie na tej samej zasadzie trafiał kolejno do Brescii, Regginy oraz Livorno. Latem 2006 połowę praw do karty Colucciego od Hellasu Werona wykupiła Calcio Catania, a pełnoprawnym zawodnikiem klubu z Sycylii włoski pomocnik stał się rok później. W sezonie 2007/2008 Colucci razem z Catanią zajął siedemnaste miejsce w ligowej tabeli oraz dotarł do półfinału Pucharu Włoch.
30 stycznia 2009 Colucci na zasadzie wypożyczenia przeniósł się do Chievo Werona. Po zakończeniu rozgrywek powrócił do Catanii, jednak jeszcze latem 2009 pozostał wolnym zawodnikiem. 14 grudnia Colucci uzgodnił warunki indywidualnego kontraktu i został graczem Ceseny, z którą awansował do Serie A.

## Kariera reprezentacyjna
Colucci ma za sobą występy w młodzieżowych reprezentacjach Włoch. Grał w drużynach do lat 16, 17, 18 oraz 21, dla których łącznie rozegrał 37 meczów i strzelił 9 bramek. Razem z kadrą do lat 18 Colucci w 1999 wywalczył srebrny medal mistrzostw Europy, a w finale reprezentacja Włoch przegrała 0:1 z Portugalią.